# Cyclophora bicolor
Cyclophora bicolor là một loài bướm đêm trong họ Geometridae.